# Есейса (округ)
Округ Есейса (ісп. Ezeiza) — адміністративно-територіальна одиниця 2-ого рівня у провінції Буенос-Айрес в центральній Аргентині. Адміністративний центр округу — Есейса (ісп. Ezeiza).
Населення округу становить 163722 особи (2010). Площа — 223 кв. км.

## Історія
Округ заснований у 1994 році.

## Населення
У 2010 році населення становило 163722 особи. З них чоловіків — 81902, жінок — 81820.

## Політика
Округ належить до 3-ого виборчого сектору провінції Буенос-Айрес.